# Augusto Nardes
João Augusto Ribeiro Nardes GORB • ComMM (Santo Ângelo, 13 de outubro de 1952) é um administrador, desenvolvimentista e político brasileiro, atual ministro e ex-presidente do Tribunal de Contas da União (TCU). Pelo Rio Grande do Sul foi deputado federal durante três mandatos e deputado estadual por dois mandatos, além de vereador de Santo Ângelo.
Augusto Nardes é graduado em administração de empresas pela Fundames (atual Universidade Regional Integrada do Alto Uruguai e das Missões), em Santo Ângelo, pós-graduado em política do desenvolvimento e mestre em estudos de desenvolvimento, pelo Institut Université d’Études, em Genebra, na Suíça.

## Carreira política
Nardes iniciou sua carreira política como vereador pelo Arena, o partido que deu sustentação à ditadura militar, em Santo Ângelo, entre 1973 e 1977. Foi deputado estadual pelo PDS, entre 1986 e reeleito em 1990 já pelo Partido Progressista Renovador.
Em 1994 elegeu-se deputado federal, sendo reeleito em 1998 e 2002.
Em 1998, como deputado, Nardes foi admitido pelo presidente Fernando Henrique Cardoso à Ordem do Mérito Militar no grau de Comendador especial.
Em 2005, a revista Veja publicou uma matéria onde relatava o processo que Nardes sofria por crime eleitoral, peculato e concussão.
Reportagens dos jornais Folha de S. Paulo e O Estado de S. Paulo revelam que o Ministério Público Federal em Brasília, que comanda a Operação Zelotes, apurou indícios do envolvimento de Nardes no esquema de corrupção no Conselho Administrativo de Recursos Fiscais (Carf).

## TCU
Renunciou ao mandato de deputado federal para assumir o cargo de ministro do Tribunal de Contas da União.
Com a aposentadoria do ministro Humberto Souto em 2004, coube à Câmara dos Deputados indicar o substituto à vaga e Nardes obteve a indicação do PP, após pressão do então presidente da Câmara dos Deputados, Severino Cavalcanti, do mesmo partido, que posteriormente renunciou ao mandato para escapar de um processo de cassação por suposto envolvimento em um esquema de pagamento de propina, chamado mensalinho, e nepotismo.
Houve quatro candidatos e, por votação secreta, Nardes venceu com 203 votos, contra os 137 votos dados ao deputado José Pimentel (PT-CE), 75 a Osmar Serraglio (PMDB-PR) e 55 votos ao deputado Carlos Nader (PFL-RJ), com 7 votos em branco. Confirmado pelo Senado e nomeado pelo presidente Luiz Inácio Lula da Silva, renunciou ao mandato de deputado federal para assumir o novo cargo em 20 de setembro de 2005.
Em 2006, Nardes foi admitido, dessa vez pelo presidente Lula, à Ordem de Rio Branco no grau de Grande-Oficial suplementar.
Em 2015 Nardes foi relator da análise das contas presidenciais do ano anterior, de mandato da presidente Dilma Rousseff (PT), que resultou na histórica rejeição das contas presidenciais por unanimidade no dia 7 de outubro. Foi a primeira rejeição desde o governo Getúlio Vargas. Nos meses que antecederam ao julgamento, quando o resultado deste já se mostrava previsível, a Advocacia Geral da União intentou afastar o ministro da relatoria, por sua parcialidade e antecipação de voto. A AGU não obteve êxito, e o resultado da análise das contas, em conformidade com o entendimento de Nardes, obteve apoio de autoridades no assunto. Paulo Soares Bugarín, procurador-geral do Ministério Público de Contas, publicamente ressaltou a gravidade das irregularidades presentes na prestação de contas do governo (no jornal O Estado de S. Paulo, edição de 8.10.2015).

## Apoio a manifestações populares de 2022
Em 21 de novembro de 2022, a imprensa divulgou o teor de áudios enviados por Augusto Nardes, em grupo de Whatsapp, em que o ministro do TCU declarou apoio aos atos antidemocráticos nos quais os manifestantes pediam a deflagração de um golpe militar no Brasil, por não aceitarem a derrota do então presidente Jair Bolsonaro por Luiz Inácio Lula da Silva nas eleições de 2022.
No áudio, Nardes afirmou que "está acontecendo um movimento muito forte nas casernas" e que "é questão de horas, dias, no máximo, uma semana, duas, talvez menos do que isso" para ocorrer um "desenlace bastante forte na nação". O ministro disse, ainda, que "conversou longamente com o time de Bolsonaro", que conhecia todos os líderes do movimento e que "somos hoje uma sociedade conservadora, que não aceita as mudanças que estão sendo impostas, e que despertou".
Ante a repercussão do áudio, Nardes divulgou nota afirmando se tratar de "um áudio despretensioso gravado apressadamente e dirigido a um grupo de amigos", que "repudia peremptoriamente manifestações de natureza antidemocrática e golpistas" e que é defensor "da legalidade e das Instituições republicanas". Em seguida, solicitou afastamento por licença médica.